# سید حسن ابطحی
سید حسن ابطحی‌ (زادهٔ ۱۹ آذر ۱۳۱۴ در مشهد – درگذشتهٔ ۲۸ اسفند ۱۳۹۴ در چالوس)، روحانی محقق و فقیه معاصر شیعه بود.

## تولد و تحصیلات
او در ۱۵ رمضان سال ۱۳۵۴ قمری (۱۹ آذر ۱۳۱۴) مصادف با زادروز حسن مجتبی در مشهد متولد شد. بدین جهت سیدرضا پدر روحانی و صنعتگرش او را حسن نام نهاد. از نظر نسب وی با ۳۰ فاصله از فرزندان موسی بن جعفر محسوب می‌شود. وی قرآن را در شش سالگی در مکتب‌خانه‌ای به پایان رساند، استاد اخلاق وی بعد از پدرش، حاج ملا آقاجان زنجانی بود که مسیر زندگی او را تغییر داد. حاج ملا آقاجان به وسیلهٔ نامه مطالب مورد نیاز را به وی گوشزد می‌نمود، در آخرین نامه حاج ملا آقاجان زنجانی به وی که چند روز قبل از فوت حاج ملا آقا جان زنجانی نگاشته شده بود چنین عنوان گردیده: «تو تنها فردی بودی که مرا تا حدی شناختی»
وی در قم در مدرسه حجتیه مشغول تحصیل علوم دینیه شد و با سید عبدالکریم هاشمی‌نژاد و سید محمد هاشم غضنفری خوانساری هم حجره و هم مباحثه بود.
وی از آموزش‌های مراجع و علمایی از جمله: بروجردی، شریعتمداری، خمینی، داماد، شاهرودی، محسن حکیم، خوئی، سید عبدالهادی شیرازی، شیخ مجتبی قزوینی خراسانی و شیخ محمد کوهستانی بهره برد.

سید حسن ابطحی در کنار حاج‌ملاآقاجان

ابطحی و هاشمی نژاد

## خانواده
همسر اول ابطحی سیده زهرا هاشمی نژاد خواهر سید عبدالکریم هاشمی‌نژاد بود که در سال ۱۳۸۷ از دنیا رفت و مزار وی اکنون در صحن جمهوری حرم رضوی در بهشت ثامن می‌باشد. و همسر دوم او سیده طاهره پور رهنما بود.
پسران وی عبارتند از: سید محمدعلی، سید محمدتقی، سید حسین و سید رضا.
حجازی و یوسفی از روحانیون و خطبا نیز دامادهای وی هستند.

## فعالیت‌های سیاسی
وی در جوانی برای مدتی از یاران نزدیک نواب صفوی محسوب می‌شد. آنچه دربارهٔ وی مشهور است سرکردگی انجمن حجتیه است که خود وی بارها در مجامع و سخنرانی‌ها این ادعا را بی‌اساس دانسته و در دادگاه ویژه روحانیت نیز هیچ اتهامی از این بابت متوجه وی نبود. در حوادث قبل از انقلاب ایران وی به عنوان یکی از نزدیکان سید کاظم شریعتمداری و با در دست داشتن رهبری مرکز معروف و مهمی بنام کانون بحث و انتقاد دینی در مشهد نقش بسزایی را ایفا می‌کرد. در جلسات کانون بحث روال بدین طریق بود که هاشمی نژاد سخنرانی می‌کرد و در آن علیه رژیم پهلوی سخن می‌گفت و ابطحی به عنوان رئیس کانون در طول هفته به ساواک احضار و تعهد به عدم تکرار می‌داد. گاهی هم به عکس هاشمی نژاد تعهد می‌داد و ابطحی سخنرانی می‌کرد. جریان انجمنهای ایالتی و ولایتی، حوادث خونین قم و تبریز و تحریم عید نوروز ۵۷، رفع خطر از جان هاشمی نژاد در حادثه مسجد فیل، حمله به حرم علی بن موسی الرضا توسط سربازان شاه از مواردی هستند که رژیم شاه را وادار به اذعان این مطلب نمود که: «ضمناً دستورها مراقبتی با توجه به شرکت عبد الکریم هاشمی نژاد و حسن ابطحی در کانون یادشده که هر دو از روحانیون افراطی و مخالف می‌باشند جهت کانون مورد بحث صادر گردیده است»

## نوآوری‌ها
از مهم‌ترین ابتکارات وی می‌توان به ارائه مراحل هفتگانه تزکیه نفس (یقظه، توبه، استقامت، صراط مستقیم، محبت و تقوا، جهاد با نفس اماره بالسؤ و مرحله عبودیت) اشاره کرد که این برنامه یعنی تزکیه و تهذیب نفس همیشه در طول تاریخ به صورت فردی و محدود انجام می‌شده ولی سید حسن ابطحی برای اولین بار به صورت عمومی بر روی بیش از چهار هزار زن و مرد از همه قشرها، جوان و پیر، افراد دارای تحصیلات عالیه و افراد عامی این مراحل را اجرا و نتایج قابل توجهی نیز داشت که در قالب مقالات و سمینارهای متعدد در دفتر وی واقع در نوبنیاد تهران و دفاتر قم و مشهد ارائه می‌گردید. شاگردان وی موظف بودند قرآن کریم را درست بخوانند و معنای آیات را متوجه شوند و بعلاوه هر هفته روی ۳۰ آیه مشخص در زمینه اخلاقیات تدبر نمایند و نتیجه تدبرات خود را نوشته و به دفاتر مرکزی ارسال نمایند.
اتفاقاً یکی از ایراداتی که روحانیون هم سن و سال و هم درس او به وی و کتاب‌هایش وارد می‌کردند همین موضوع است که چرا ابطحی برای اولین بار در تاریخ سنت شکنی کرده و مطالب عرفانی عمیق و مشکل را به صورت همه کس فهم و ساده و با زبانی عامی توضیح داده و در اختیار همگان گذارده است که البته جواب وی به این منتقدان این بوده که همان‌طور که پیامبران همیشه در طول تاریخ ساده و با زبان عامیانه با مردم سخن می‌گفتند و همچنین خداوند در بعضی آیات قرآن مکرراً تأکید می‌کند که ما قرآن را ساده و آسان نازل کردیم برای تذکر همگان، بنابراین هرچه یک نفر بخواهد بیشتر خود را به خدا و پیامبران در سخن گفتن شبیه کند باید مثل آن‌ها آسان و ساده صحبت کند و بتواند مشکل‌ترین مقوله‌های علمی و عرفانی را در قالب شیوا و روان عنوان نماید.
همین‌طور جواب وی به منتقدین ارائه مراحل تزکیه نفس به عموم مردم این بوده که اگر آموختن علم برای همه انسان‌ها اعم از با استعداد و بی‌استعداد، شهری و روستایی، زن و مرد لازم و ضروری بوده که از پیامبر اسلام نقل شده طلب العلم فریضة علی کل مسلم و مسلمة یعنی طلب علم واجب است بر هر مرد و زن، پس حتماً همه انسان‌ها قادر به کسب علوم و فراگیری آن‌ها بوده‌اند و الا پیامبر چنین کاری را از انسان‌ها درخواست نمی‌کرد همچنین خداوند در قرآن که برای همه بشر نازل کرده در سوره شمس پس از ۱۱ قسم تنها راه رستگاری بشر را در تزکیه نفس دانسته و این خود دلیل بر این است که برای خدا اصلاً معیارهای فرعی و جانبی اهمیت ندارد و تزکیه نفس کاری است که خداوند از همه انسان‌ها خواسته آن را انجام دهند.
برخی از ابداعات وی (منظور از ابداعات، بدعت گذاشتن در دین نیست بلکه منظور بکر بودن موضوع و اینکه قبل از وی کسی به آن‌ها توجهی نداشته است می‌باشد) به صورت تیتروار عبارتند از:
- تزکیه نفس اوجب واجبات است و سایر عبادات و اعمال بدون تزکیه نفس خالی از اشکال نیست
- تزکیه نفس با تزکیه عمل متفاوت است، چه بسا فردی در ظاهر، اعمال و منش نیکویی داشته باشد ولی در درون از آتش صفات رذیله و حسادت و امراض روحی در فشار و عذاب شدیدی باشد
- امتیازهای ۱۶ گانه زن بر مرد از نظر اسلام
- متفاوت بودن عصمت ۱۴ معصوم با سایر انبیاء (عصمت از جهل)
- تفاوت حکمت با فلسفه
- تفاوت عقل با فکر
- حجاب زن پرچم اسلام است، در هر مملکتی که زنان مقید به حجاب کامل و مخصوصاً چادر ببینید بدون شک آن جمعیت مسلمانند و لذا حجاب جنبه شعاریت برای دین اسلام پیدا کرده است.
- فطرت همان تعلیمات عالم ارواح است.
- مراحل هفتگانه نزول قرآن (نزول همیشه معنای پایین آمدن مکانی را ندارد بلکه تنزل رتبه معنوی را نیز نزول می‌گویند بنابراین تعریف قرآن مجید ۷ بار از حقیقت اولیه اش تنزل پیدا کرده است در یوتیوب)
- معنای امی بودن پیامبر بی سوادی وی نیست بلکه امی لقبی است که بخاطر مکه (ام القری) به ساکنین آن می‌داده‌اند یا معنای دیگر امی دربارهٔ پیامبر درس نخوانده بودن ایشان است نه بیسوادی و جهل.
- ظهور حجت بن الحسن دارای دو مرحله است ظهور اصغر و ظهور اکبر
- ملاقات بدنی با امام زمان ربطی به درجات علم و تقوا ندارد و هر کس بااجازه شخص امام زمان امکان ملاقات دارد. ارتباط روحی با امام زمان مهم است که جز با سنخیت روحی حاصل نمی‌شود و سنخیت روحی جز با تزکیه نفس حاصل نمی‌گردد
- دعاها و عبادات مستحبی داروی امراض روحی هستند بدون تجویز پزشک روح نباید مصرف شوند و الا خطرسازند
- تفسیر قرآن غیر از طریق روایات و معصومین از ناحیه هرکس باشد اشتباه است ولی توضیح و تدبر در قرآن ممدوح است.[۱۱]
- حمد چهار معنا دارد: ستایش، کرنش، شکر و بندگی.
- گناه مثل ناله کردن مریض است و رذیله روحی به مانند خود مریضی است.
- فرق توبه با استغفار: «توبه» در تمام عمر یک مرتبه انجام می‌شود ولی «استغفار» مکرراً انجام می‌شود همچنین توبه برای همه مردم و برای شروع کردن نزکیه نفس لازم است، ولی استغفار به گناه و خطا برمی‌گردد.
- صفات رذیله (امراض روحی) سه دسته هستند: صفات رذیله حیوانی، صفات رذیله نفسانی، صفات رذیله شیطانی (یعنی شیطان القاء می‌کند و حتّی این صفات در حیوانات هم یافت نمی‌شود).

## تالیفات
وی بیش از ۵۰ عنوان تألیف چاپ شده دارد که بعضی از آن‌ها تا ۴۰ بار تجدید چاپ شده و بعضی به زبان‌های انگلیسی، اردو و عربی ترجمه و در کشورهای دیگر منتشر شده‌اند.
او چند سال پس از درگذشت استادش، حاج‌ملاآقاجان زنجانی، کتابی به عنوان پرواز روح را نوشته و در آن کتاب کراماتی را به او نسبت داده است.
بیشتر تألیفات وی تعلق به موضوع مهدویت و تزکیه نفس دارد. بعضی کتب معروف وی عبارتند از:
- پرواز روح (بیش از ۴۰ بار تجدید چاپ)
- در محضر استاد (۲ جلد)
- سیر الی الله جلد (۴ جلد)
- ملاقات با امام زمان
- مصلح غیبی
- مصلح آخرالزمان
- انوار صاحب الزمان
- انوار زهراء
- رسول اکرم
- امیرالمؤمنین
- امام مجتبی
- امام حسین
- امام هادی
- توضیح آیات قرآن
- وظایف سالک الی الله
- جواب مسائل دینی
- عالم عجیب ارواح
- اتحاد و دوستی
- شب‌های مکه
- پاسخ به ۷۷ مشکل دینی
- پاسخ به سوالات فلسفی و اعتقادی
- راه خدا
- سؤال شما پاسخ ما
- پاسخ ما
- حل مشکلات دینی
- عوامل پیشرفت
- دو مقاله (منهج تفسیری قرآن کریم-اثبات اعجاز قرآن کریم)
- پاسخ به مشکلات جوانان
- پاسخ به سوالات توحید
- پاسخ به سوالات نبوت
- پاسخ به سوالات نماز
- کلیدهای خوشبختی
- امثال و حکم
- کتاب علی
- تربیت فرزند
- فضائل فرزندان حضرت فاطمه زهرا

تصویر دکترای ابطحی

وی از طرف یک مؤسسه علمی در سوریه بخاطر ابداع و نوآوری در تألیف کتاب مصلح غیبی از دکتر اسعد علی دکترای افتخاری دریافت نمود.
کتاب مصلح آخرالزمان وی اختصاص دارد به شرح اولین سمپوزیوم اسلام و مسیحیت که در یونان برگزار گردید و با دعوت سید محمد خاتمی، وزیر فرهنگ و ارشاد اسلامی وقت؛ سید حسن ابطحی در آن سمپوزیوم مسئله مهم حکومت واحد جهانی به وسیلهٔ مصلح آخرالزمان که روزی برقرار خواهد شد و دنیا تحت پوشش عدل و داد واقع می‌گردد را از نظر ادیان مختلف بالاخص اسلام، طی مقاله‌ای مطرح نمود و آنچنان مقاله وی مورد توجه دانشمندان قرار گرفت که در مجله‌های یونان به چاپ رسید و رئیس سمپوزیوم اعلام کرد که در مورد بحث مطرح شده در این مقاله باید سمپوزیوم مستقلی تشکیل شود.

انعکاس مقاله ابطحی در اروپا

کتاب پرواز روح وی اختصاص دارد به شرح ۴ سال آشنایی نزدیک وی با حاج ملا آقا جان زنجانی و همچنین شرحی از زندگی بعضی استادان وی مانند آقایان کوهستانی، شیخ حبیب‌الله گلپایگانی، شیخ محمد کوفی، سید علی رضوی، شیخ علی فریدة الاسلام کاشانی.
کتاب شب‌های مکه وی دائرة المعارفی است از اعتقادات شیعه که به صورت سفرنامه ای تنظیم و مباحثات مؤلف با علمای سایر ادیان در آن ذکر شده.

کتاب‌های پاسخ به سوالات وی نیز پرسش‌های مطرح شده در طی ۴۰ سال فعالیت کانون بحث و انتقاد دینی است که پاسخ آن‌ها در جلسات به‌طور زنده داده شده و بعدها در کتاب نیز چاپ شده است.
همچنین سید حسن ابطحی ترجمه قرآن منحصر بفردی دارد که علاوه بر ترجمه ساده و دست نبردن در معنای تحت اللفظی عبارات، دارای تیترگذاری موضوعی ترجمه نیز می‌باشد و به صورت نرم‌افزار صوتی و گویا بنام انوار وحی در حال حاضر برای سیستم عامل اندروید قابل استفاده و برای عموم رایگان است.

## تأسیس کانون بحث و انتقاد دینی
وی در سال ۱۳۴۱ و پس از بازگشت از تحصیلات نجف و قم در زادگاهش مشهد کانون بحث و انتقاد دینی را تأسیس نمود و در مدت ۴۳ سال فعالیت، هر هفته حدود ۳۰ سؤال دینی و اعتقادی پاسخ داده می‌شد. همچنین در این مرکز تعداد زیادی غیرمسلمان به دین اسلام گرویده‌اند که امضای آن‌ها در دفتر یادبود کانون ثبت و محفوظ است. «در کتاب مجموعه آثار یاران امام به روایت اسناد ساواک که از طرف وزارت اطلاعات جمهوری اسلامی منتشر شده پس از مقدمه‌ای می‌نویسد: سید حسن ابطحی فعالیت زیادی در مشهد دارد کانونی بنام کانون بحث و انتقاد تأسیس نموده که در آن مشکلات جوانان پاسخ داده می‌شود سید عبد الکریم هاشمی نژاد نیز با سید حسن ابطحی همکاری می‌نماید این دو نفر مدرسه ای نیز ساخته‌اند که طلاب را در آنجا مسکن می‌دهند» همچنین وی مسجدی را در محله بهایی‌های مشهد بنام مسجد صاحب الزمان بنا نمود و میدان و خیابان آن محل را نیز با کمک استاندار وقت خراسان بنام صاحب الزمان نامگذاری نمود. امامت این مسجد با خود سید حسن ابطحی بود بعد از انقلاب با ایجاد فشار و اغتشاش حین اقامه نماز و شعار عده ای از امامت مسجد کنار رفت و بعداً مسجد توسط اداره اوقاف جمهوری اسلامی به اجبار تولیتش از وی گرفته شد. همچنین ساختمان کانون بحث و انتقاد سرنوشت مشابهی پیدا کرد و در سال ۱۳۷۷ به مرکز پژوهش‌های شهید هاشمی نژاد زیر نظر دفتر تبلیغات اسلامی تبدیل گردید.

شریعتمداری و شاگردش ابطحی

## جمهوری اسلامی و ابطحی
جمهوری اسلامی به دلیل ارادت ابطحی به محمدکاظم شریعتمداری به وی بدبین بود؛ همچنین حسادت‌های پیش از انقلاب به جهت گستردگی فعالیت‌های تبلیغی وی پیش از انقلاب و توجه واقبال مردم به کانون و مورد وثوق و اعتماد بزرگان بودن، منجر به مصادره کانون بحث و انتقاد دینی پس از انقلاب شد. اگرچه قبل از انقلاب محل توجه و رفت و آمد محققان، مراجع و نویسندگانی از جمله: میلانی، سید عبدالله شیرازی، میرزا جواد تهرانی، سید محمد بهشتی دومین رئیس قوه قضائیه، مکارم شیرازی و محمد صدوقی امام جمعه یزد و… بود که در عکس و نوشته یادبود داشتند.
او هیچگاه کلامی مبنی بر مخالفت یا حتی نارضایتی از ولایت فقیه و جمهوری اسلامی نگفت ولی دو مرتبه بازداشت و حبس  و سه مرتبه اموال و دارائیهایش مصادره شد که در آخرین مرتبه وادار به خواندن توبه نامه جلوی دوربین تلویزیون گردید. همچنین دوستان و نزدیکان وی نیز برای مدت‌ها در حبس و شکنجه بودند.
با روی کار آمدن دولت احمدی‌نژاد در سال ۸۴ و تحویل قدرت به جناح تندرو، ابطحی در تاریخ ۲۸ خرداد ۱۳۸۵ شمسی با حدود ۲۰ نفر از اطرافیان در شهرهای مختلف به‌طور همزمان و با حکم دادستان دادگاه ویژه روحانیت و همکاری وزارت اطلاعات وقت که مسئولیت هر دو نهاد در آن موقع به عهده محسنی اژه‌ای بود دستگیر و حدود سه ماه در زندان و بیمارستان تحت بازپرسی و اعتراف در وزارت اطلاعات قرار گرفت.
وی در پاسخ دوستانی که به وی اعتراض می‌کردند چرا او از حکومت بخاطر ظلم‌های متعدد و تصرف اموال و بردن آبرویش گله نمی‌کند و هیچگاه لب به شکایت از مسئولین مملکت باز نمی‌کند استناد به روایتی از علی بن ابیطالب می‌کرد که «لابد للناس من امیر، من بر او فاجر» یعنی مردم چاره‌ای ندارند جز اینکه رهبر و رئیسی داشته باشند، اگر بود صالح و الا فاجر هم باشد باز بودنش از نبودنش بهتر است. بنابراین، روش امامان شیعه این بوده که حتی اگر حکومت‌ها ظلمی به آن‌ها می‌کردند بخاطر حفظ منافع مسلمین و ممانعت از تفرقه بین مردم سکوت اختیار می‌کردند و اظهار نظری نمی‌نمودند.
او همچنین ۲۵ سال خانه نشینی علی بن ابیطالب را با آنکه حکومت بنا به وصیت پیامبر اسلام حق مسلم وی بود را بر همین اساس توجیه می‌نمود و معتقد بود امام علی نیز بخاطر حفظ وحدت سال‌ها سکوت کرد.
سید حسن به حفظ وحدت مسلمانان بسیار اهمیت نشان می‌داد و معتقد بود حتی اگر مرجع تقلیدی برایش ثابت شد که روز آخر ماه رمضان، عید فطر است ولی حکومت و متولیان آن، آنروز را سی ام ماه رمضان می‌دانند آن مرجع نباید اعلام عمومی عید بکند و تفرقه بین مردم مسلمان ایجاد کند بلکه به صورت فردی به حکم مسئله عمل کند اما وحدت را بهم نزند.
ابطحی می‌گفت: «دینی که مردگانش همه به یک جهت خوابیده‌اند چرا زندگانش با هم اینقدر اختلاف دارند؟ در حالیکه قبله شان یکی است؛ خدایشان یکی است؛ پیامبرشان یکی است؛ کتاب آسمانیشان یکی است؛ پس چرا اینقدر اختلاف؟»

## نظرات دربارهٔ امام زمان
سید حسن ابطحی هرگز مدعی ارتباط با حجت بن الحسن نشد، اما در کتاب‌های او نام آدم‌های زیادی برده شده بود که بقول وی «به محضر حجت بن الحسن شرفیاب شده‌اند» و خود وی نیز در وبسایت شخصی اش ضمن تصریح به این موضوع که چشمم به جمال امام زمان روشن شده است، ولی این مقوله را از ارتباط مجزا می‌داند. وی تشرفات زیادی را به محضر حجت بن الحسن، از کتب معتبر اسلامی مانند نجم الثاقب حاجی نوری، مفاتیح‌الجنان شیخ عباس قمی، انیس العابدین علامه مجلسی و بسیاری از کتب معروف و موثق شیعه برداشت و در کتاب ملاقات با امام زمان علیه السلام جمع‌آوری نموده است.
نقل تشرفات به محضر حجت بن الحسن، در بین علما و مردم شیعه، امری عادی بوده و در طی قرون متمادی، این تشرفات، سینه به سینه و نسل به نسل نقل شده و ثبت گردیده است. موضوع تشرف به محضر حجت بن الحسن آنقدر رایج است تا جاییکه در سایت‌های وابسته به جمهوری اسلامی هم صحبت از تشرفات رهبر ایران مکرر نقل شده است
دربارهٔ امکان رویت و ملاقات با حجت بن الحسن در دوران غیبت کبری سه نظر مشهور وجود دارد
بعضی افراد دربارهٔ ملاقات با حجت بن الحسن معتقدند که وی در دوران غیبت کبرا نامرئی است و قابل رویت با چشم نیست
عده‌ای دیگر معتقدند حجت بن الحسن چون بدن دارد و بین مردم کره زمین زندگی می‌کند طبعاً توسط چشم‌ها دیده می‌شود ولی افراد ایشان را نمی‌شناسند و در بعضی موارد ممکن است بعد از تشرف از روی قرائن و شواهد و نشانه‌هایی متوجه شوند که او حجت بن الحسن بوده است و امکان شناخت در موقع ملاقات وجود ندارد
گروهی دیگر می‌گویند افراد زیادی به محضر حجت بن الحسن رسیده‌اند و او را در موقع تشرف شناخته‌اند ولی این افراد هرگز تا وقتی زنده بوده‌اند این تشرفات را برای کسی نقل نکرده‌اند و رسم این بوده که همیشه بعد از مرگ این افراد، موضوع تشرفاتشان آشکار می‌شده؛ که قطعاً این افراد بعد از مرگ نیامده‌اند برای کسی نقل تشرف بنمایند تا آن‌ها هم برای سایرین بگویند پس مسلماً در زمان حیاتشان به افرادی مورد اطمینان تشرفاتشان را گفته‌اند و آن افراد مورد وثوق بعد از مرگ آن فرد قضایا را برای سایرین نقل کرده‌اند.
سیدحسن ابطحی در مقدمه کتاب ملاقات با حجت بن الحسن که ده‌ها بار تجدید چاپ شد چنین می‌نویسد: "من نمی‌دانم آنهایی که می‌گویند نمی‌توان خدمت حجت بن الحسن رسید یا او را دید چه دلیلی دارند؟ چرا باید کسی که در دنیا زنده است و در بدن مادی است و دارای گوشت و پوست و استخوان است و در میان مردم زندگی می‌کند دیده نشود؟ آیا این همه از مردم شیعه و علما و بزرگانی که آن را دیده‌اند همه دروغ گفته‌اند و همه را باید تکذیب کرد؟ … من به منظور آنکه بیهوده بودن این ادعای غلط یعنی ممتنع بودن ملاقات با حجت بن الحسن را ثابت کنم و به منظور آنکه دلیلی بر اثبات وجود مقدس بقیةالله از این راه اقامه نمایم… تنها به نقل جریاناتی که از نظر خودم قطعی است و یقین به واقعیتش دارم از میان هزاران تشرف اکتفا می‌کنم …
وی مکرر در سخنرانی‌ها و کتاب‌های خود بیان داشته که دیدن حجت بن الحسن دلیل بر کمال هیچ فردی نیست و اصلاً دیدن بدن حجت بن الحسن کمالات نمی‌خواهد. او در توضیح این مطلب می‌گوید: «آیا پیامبر اسلام مقامش بالاتر بود یا حجت بن الحسن؟ اگر مقام پیامبر بالاتر است پس چرا هر روز منافقین و کسانی که در قرآن و به زبان ائمه لعن شده‌اند هر روز پیامبر را می‌دیدند و حتی بعضی از آنها با او وصلت می‌کردند؟ ابوسفیان، ابولهب و کفار مکه و مدینه همه پیامبر را می‌دیدند و دیدن پیامبر نیازمند شرایط و کمالاتی نبوده حالا حجت بن الحسن که هم مقامش از پیامبر پایین‌تر است و هم جانشین ایشان است، دیدن بدنش شرایط خاصی می‌خواهد؟ البته اگر کسی بخواهد با معرفت او را زیارت کند و استفاده‌های معنوی بنماید طبعاً چنین ملاقاتی نیازمند شرایطی است که معمولاً چنین افرادی اکتفا به ملاقات بدنی نکرده و بیشتر دنبال ارتباط روحی با حجت بن الحسن هستند تا دیدن بدن آن حضرت.»
حتی در مدت حبس و بازجویی که منجر به اقرار تلویزیونی گردید مطلبی تحت عنوان ادعای ارتباط یا ملاقات با حجت بن الحسن مطرح نشد و چنین اتهاماتی هیچ وقت در دادگاه ویژه روحانیت نیز متوجه او نبود.

## سال‌های پایانی و درگذشت
سید حسن ابطحی در ۱۰ سال پایانی عمرش از انجام هرگونه فعالیت محروم شد، و کتاب‌های وی با وجود داشتن مجوز اجازه نشر نیافت. دادگاه ویژه روحانیت چندبار پزشک را جهت بررسی وضعیت او و اجرای حکم زندان به ملاقاتش می‌فرستاد اما شرایط جسمی او به دلیل سابقهٔ عمل قلب باز و سابقه سکته مغزی بعد از فوت همسرش مساعد نبود.
سیّد حسن ابطحی خراسانی در روز یکشنبه ۱۶ اسفند ۱۳۹۴ خورشیدی مصادف با ۲۶ جمادی الاول ۱۴۳۷ هجری قمری به دلیل عارضه ایست قلبی و نهایتاً آسیب کلی مغزی به کما رفت و در سحرگاه جمعه ۲۸ اسفند ۱۳۹۴ شمسی، هشتم جمادی الثانی هزار و چهارصد و سی و هفت، هجده مارس دوهزار و شانزده در سن ۸۰ سالگی در بیمارستان طالقانی شهر چالوس درگذشت.
محل دفن بدن او در بهشت ثامن واقع در حرم علی بن موسی الرضا و نزدیک محل دفن همسر و خواهرش می‌باشد. مراسم تشییع جنازهٔ او به شکل باشکوهی برگزار گردید و خبرگزاری‌ها به انعکاس آن پرداختند.
سید محمد خاتمی رئیس‌جمهور پیشین، سید حسن خمینی
و محمدرضا عارف از افرادی بودند که درگذشت وی را با انتشار پیام رسمی تسلیت گفتند.